# Kate Hornsey
Kate Hornsey (Hobart, 19 oktober 1981) is een Australisch roeister. Ze nam tweemaal deel aan de Olympische Spelen en won hierbij één zilveren medaille.

## Biografie
In 2005 nam Hornsey een eerste keer deel aan het WK roeien. Zowel in de vier-zonder als de acht-met-stuurvrouw slaagde Hornsey en het Australische team erin om de wereldtitel binnen te halen. Eén jaar later, op het WK 2006 verlengde Australië hun titel wel in vier-zonder-stuurvrouw, maar in de acht moesten ze genoegen nemen met een bronzen medaille. Hornsey maakte opnieuw deel uit van beide boten.
Op de Olympische Spelen van 2008 in Peking eindigde Hornsey op een 6e plaats op de acht-met-stuurvrouw.
In 2012 nam Hornsey opnieuw deel aan de Olympische Spelen. Samen met Sarah Tait nam ze deel aan de twee-zonder-stuurvrouw. Het Australische duo roeide naar een zilveren medaille achter het Britse duo.

## Palmares

### Twee-zonder-stuurvrouw
- 2011:  WK
- 2012:  OS Londen

### Vier-zonder-stuurvrouw
- 2005:  WK
- 2006:  WK
- 2010:  WK
- 2011:  WK

### Acht
- 2005:  WK
- 2006:  WK
- 2007: 4e WK
- 2008: 6e OS Peking